# Libri Feudorum
Libri Feudorum – zbiór longobardzkiego prawa lennego, spisany w Italii w XI i XII wieku. Praca prywatna, która trafiła później do Corpus Iuris Civilis, tym samym wpływając na niemieckie prawo lenne. Znana jest także pod nazwą Consuetudines Feudorum.
Zawiera prawo zwyczajowe północnych Włoszech (zwłaszcza Lombardii i Mediolanu), ustawy cesarzy niemieckich dotyczące spraw lennych (Konrada II, Lotara III i Fryderyka I), a także orzeczenia sądów lennych (Mediolanu, Pawii, Piacenzy oraz Cremony).
Z różnych redakcji tego spisu najbardziej znana była Vulgata, ułożona przez znanego prawnika Accursiusa.